# Wiener Straße (Berlin)
Die Wiener Straße im Berliner Ortsteil Kreuzberg bildet die südöstliche Verlängerung der Oranienstraße über die Skalitzer Straße hinaus in Richtung Treptow. Heute trennt sie den Görlitzer Park von der dichten, vorwiegend gründerzeitlichen Blockrandbebauung, die südlich der Wiener Straße bis zum Landwehrkanal reicht.

## Straßengeschichte

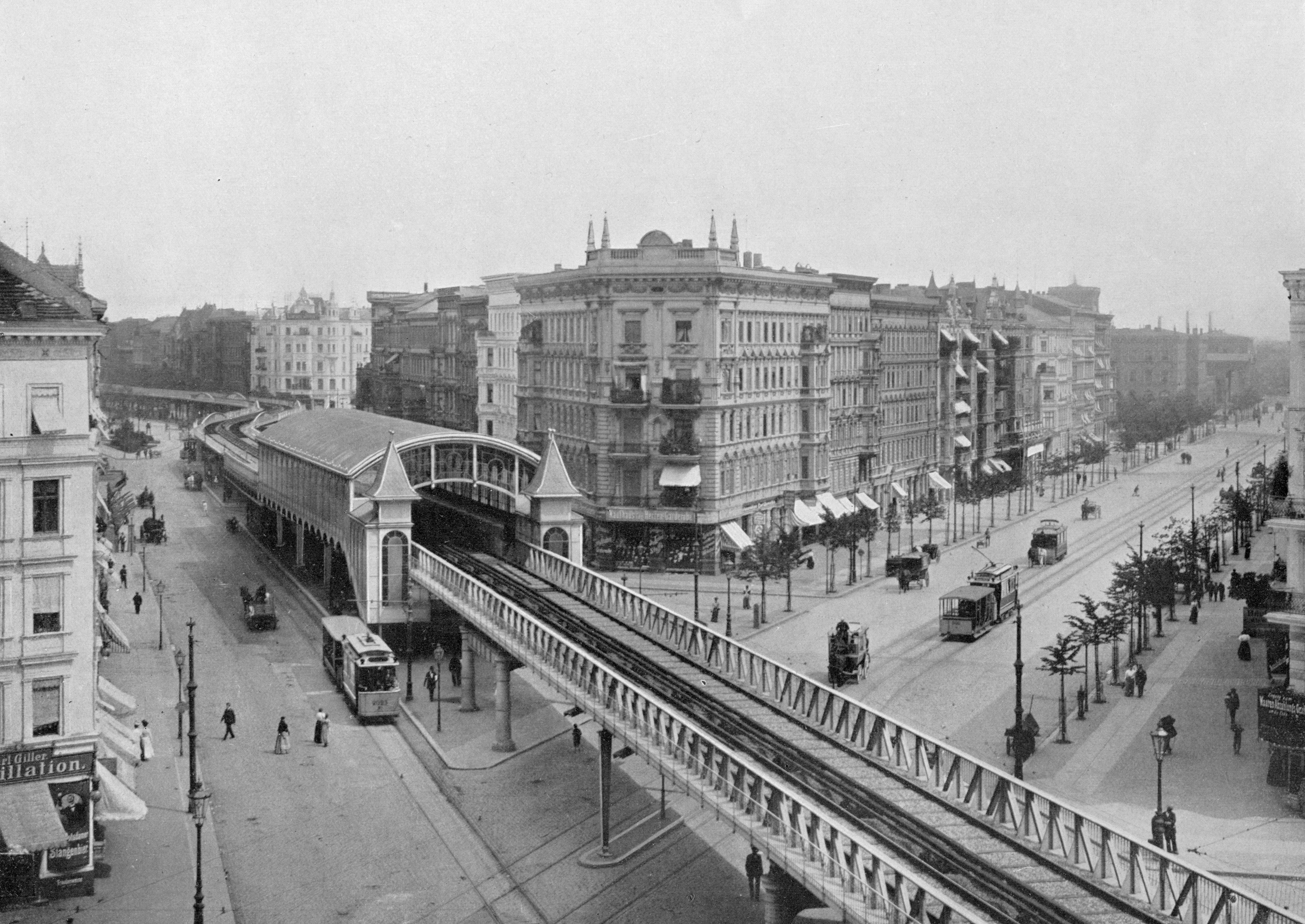
Der ehemalige Hochbahnhof Oranienstraße mit Blick in die Wiener Straße (rechts), 1902

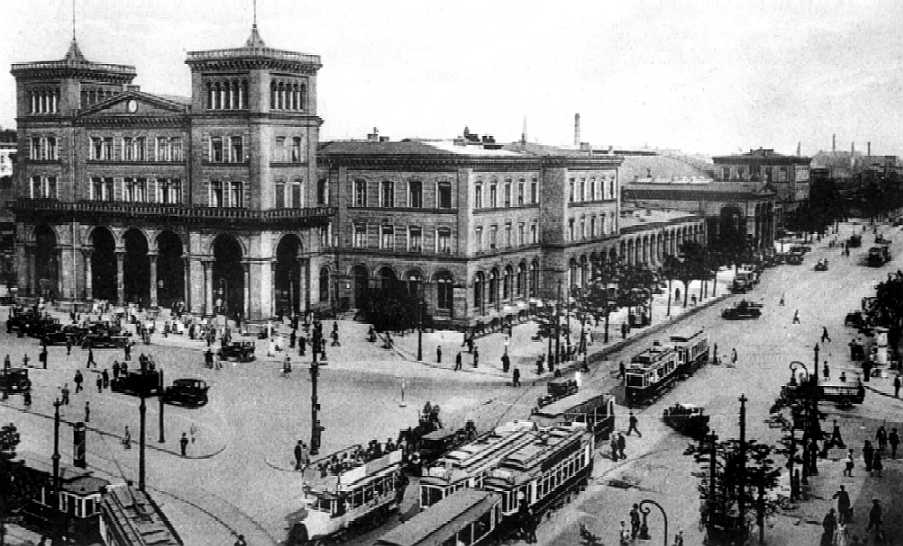
Wiener Straße mit dem Görlitzer Bahnhof, 1928

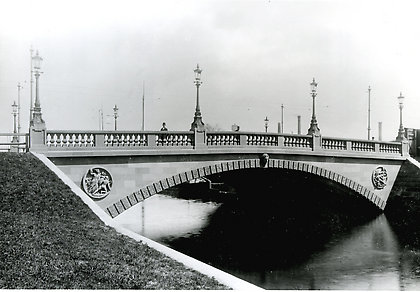
Wiener Brücke nach der Fertigstellung, 1897

Die außerhalb der damaligen Stadtmauer geplante Straße erschien erstmals im Bebauungsplan für Berlin und Umgebung von James Hobrecht aus dem Jahr 1862. Zwischen 1865 und 1868 wurde nordöstlich der Straße auf dem Gelände des heutigen Görlitzer Parks der Kopfbahnhof Görlitzer Bahnhof angelegt und zeitgleich die Stadtmauer abgerissen, die auf der heutigen Hochbahntrasse verlief. Auf dem südwestlich angrenzenden Flurstück wurden spätestens 1866 an der Nummer 10 ein gutbürgerliches Wohnhaus und an der Nummer 11 eine Mietskaserne der anfangs Verlängerte Oranienstraße genannten Straße von Friedrich Wilhelm Krop gebaut.
Die Straße wurde 1873 befestigt und verbreitert, es wurden Bürgersteige angelegt und die Grundstücke wurden an die Kanalisation angeschlossen. Die Anlage von Vorgärten wurde in der Bauordnung festgeschrieben. Am 9. Oktober desselben Jahres erhielt die Straße ihren heutigen Namen nach der österreichischen Hauptstadt Wien, da vom Görlitzer Bahnhof (heute existiert nur noch der gleichnamige U-Bahnhof Görlitzer Bahnhof) die ersten Züge von Berlin nach Wien fuhren. Mit dem Bau der Wiener Brücke bildete die Straße von 1896 bis 1945 einen gemeinsamen Straßenzug mit der Karl-Kunger-Straße in Alt-Treptow. Anlässlich der Berliner Gewerbeausstellung 1896 im Treptower Park wurde ab April desselben Jahres die Wiener Straße von der zweiten in Betrieb genommenen Linie der Berliner Elektrische Straßenbahnen vom Görlitzer Bahnhof über die Wiener Brücke bis zur Bulgarischen Straße, Ecke Neue Krugallee in Alt-Treptow befahren. 1903 wurde die Straße abermals verbreitert und auf den Bürgersteigen wurden die typischen Granitplatten verlegt.
Nach dem Ersten Weltkrieg war die Straße mehrheitlich von Anhängern der KPD bewohnt. Dennoch wurde in der Kneipe Kock in der Nummer 25 im Jahr 1925 die Berliner NSDAP nach ihrem Verbot wiedergegründet. Mit der Wahl Hitlers zum Reichskanzler Ende Januar 1933 ging eine Welle des Terrors von SA-Schlägern durch Kreuzberg. In der Hausnummer 10 wurde im bereits bestehenden Sturmlokal Wiener Garten der Kreuzberger SA ein wildes KZ eingerichtet, in dem Kommunisten und Sozialdemokraten gefoltert wurden.
In den 1930er Jahren wurde im Zuge der „Germania“-Planungen die Ost-West-S-Bahnstrecke entworfen, die unterirdisch vom U-Bahnhof Görlitzer Bahnhof kommend, auf Höhe des Görlitzer Güterbahnhofs ans Tageslicht gekommen wäre und den Landwehrkanal überquert hätte. Seit 1985 wird der Bau der Verbindung nicht mehr verfolgt.
Viele Gebäude der Straße wurden während der alliierten Bombardierungen zum Ende des Zweiten Weltkriegs, die dem Görlitzer Bahnhof galten, beschädigt oder zerstört. Um der Roten Armee das Vorrücken zu erschweren, wurde die Wiener Brücke über den Landwehrkanal im April 1945 von der Wehrmacht gesprengt. 1957 wurde sie durch eine Fußgängerbrücke ersetzt, die nach dem Bau der Berliner Mauer 1961 ihre Funktion verlor. Damit hatte die Straße plötzlich eine Grenzlage und wurde nicht mehr für den Durchgangsverkehr genutzt. Verstärkt durch die Stilllegung des Görlitzer Bahnhofs hatte dies starke Auswirkungen auf die wirtschaftliche Bedeutung des Straßenzugs. Die Straßenbahnlinie 88 von Steglitz durch die Wiener Straße zur damit erzwungenen Endstation Wiener Brücke wurde am 1. März 1961 stillgelegt und in diesem Bereich durch die Autobuslinie A75 ersetzt.
Im Jahr 1963 wurden weite Teile Kreuzbergs zum Sanierungsgebiet erklärt. Die Wiener Straße und das Gebiet des ehemaligen Görlitzer Bahnhofs waren davon ausgenommen, da hier der Bau einer Autobahn, der geplanten Südtangente, vorgesehen war. Dies verhinderte für lange Zeit die weitere Entwicklung der Straße und führte zu Leerstand und Verfall vieler Wohnungen. Leerstehende Gebäude wurden besetzt und das Gebiet zum Zentrum der links-alternativen Bewegung. In den späten 1960er und 1970er Jahren zogen vermehrt türkische Arbeitnehmer in die Straße. In der Nummer 12 wurden zwei Moscheen (die Ulu-Camii [Große Moschee] und Merkez-Camii [Zentralmoschee]) und zwei türkische Kulturvereine eröffnet. Im Jahr 2008 eröffnete man die neu erbaute Omar-Ibn-Al-Khattab-Moschee in der Wiener Straße 1–6. Sie ist nach dem Eroberer Omar benannt.

## Beschreibung

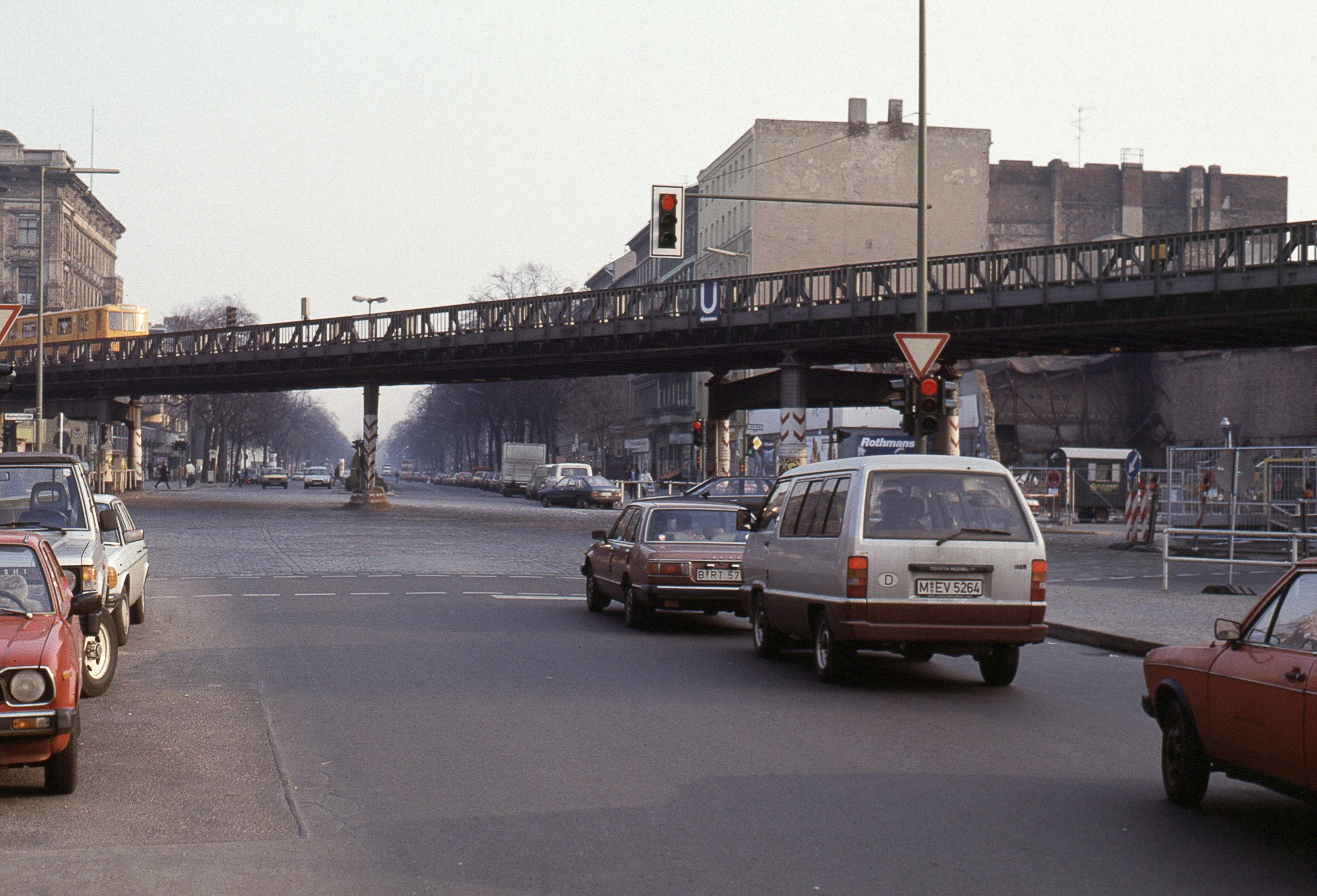
Blick in die Wiener Straße, 1988

Hausnummer 1–6: In den Jahren 1888/1889 wurde an der Ecke zur Manteuffelstraße ein viergeschossiges Wohnhaus erbaut. Wohl aufgrund eines Irrtums erhielt das Gebäude gleich sechs Hausnummern. Um die Wende zum 20. Jahrhundert war neben einer Pianofabrik und einer Maschinenfabrik die später vom Verlagshaus Rudolf Mosse übernommene Zeitungsspedition Schildt ansässig. Das Haus wurde 1924 durch einen dreigeschossigen Quer- und Seitenflügel als Fabrikgebäude ergänzt. Zwei Jahre darauf wurde das Hinterhaus aufgestockt, auch das Vorderhaus erhielt ein fünftes Geschoss. Bis Anfang der 1930er Jahre waren teils gleichzeitig, teils nacheinander Filialen der Zeitungsexpeditionen der Berliner Volks-Zeitung und Berliner Morgen-Zeitung des Verlages Mosse, ein Lichtheilinstitut, eine chemische Reinigung und eine Reihe weiterer Unternehmen Mieter.
Am 3. Februar 1945 wurde das Haus bei einem alliierten Luftangriff völlig zerstört. Im Januar 1952 wurde Ernst Wolff, Inhaber der Mosaik-Film und der Gaststätten- und Lichtspieltheaterbetriebe, Eigentümer des Grundstücks und sorgte für die Abräumung der Ruine. In den Jahren 1953/1954 entstand das als Flachbau konzipierte Kino Colosseum mit rund 700 Sitzplätzen. Ein dem zeitlichen Geschmack entsprechend schlichter Bau, in dem der spätere Kreuzberger Bezirksbürgermeister Günter König als Kartenabreißer arbeitete. Im Zuge des Kinosterbens und des Wegfalls der Ost-Berliner Besucher aufgrund des Mauerbaus im Jahr 1961 wurde das Kinoimperium Wolff unrentabel und das Kino verkauft.

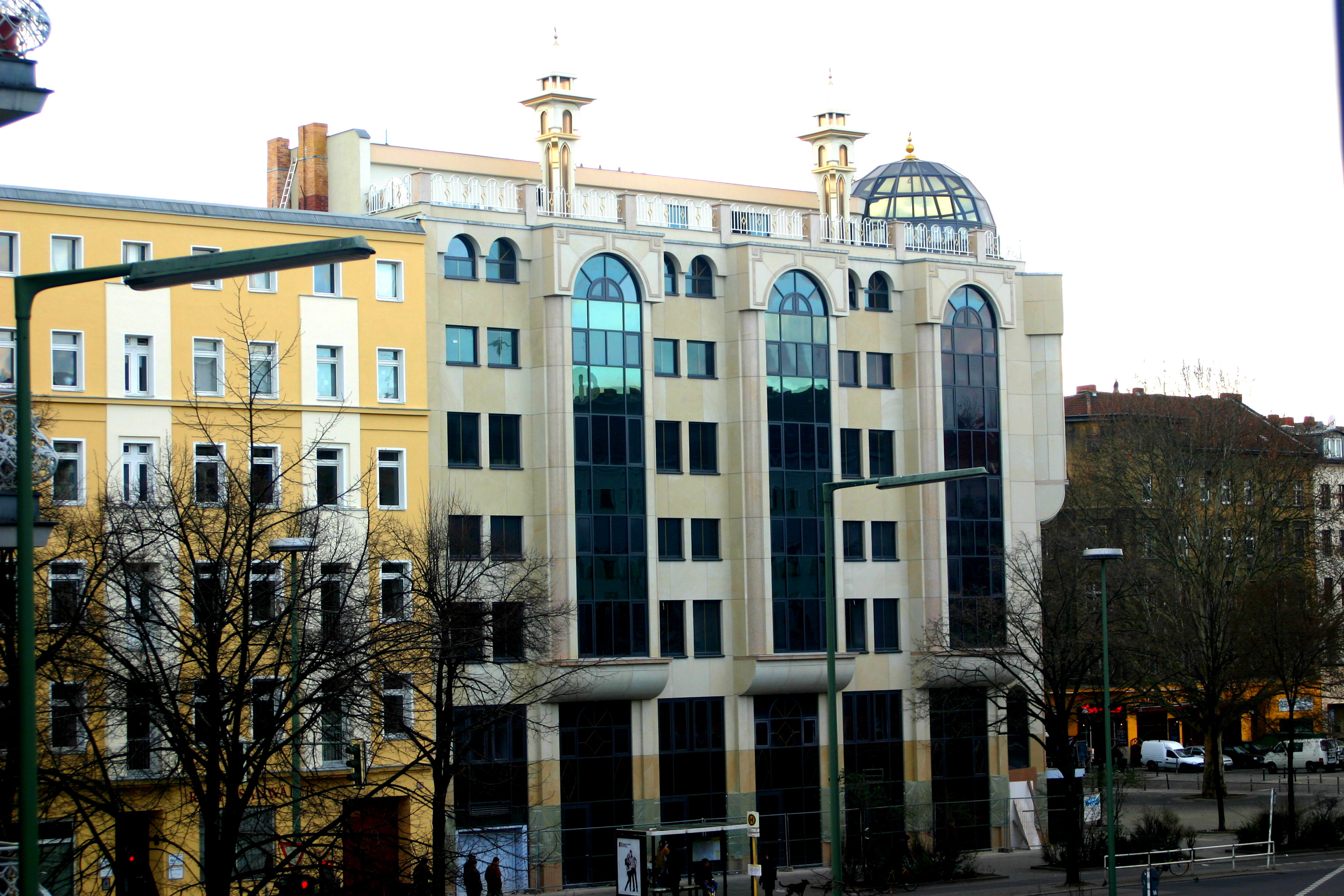
Die noch nicht ganz fertige Omar-Ibn-Al-Khattab-Moschee, Februar 2008

Käufer war die Meierei C. Bolle, die im Januar 1969 das Lichtspieltheater in einen Bolle-Selbstbedienungsladen umbaute. Dabei wurde der Eingang an der Wiener Straße zugemauert und um die Ecke verlegt. 18 Jahre später wurde dieser Supermarkt bei den Ausschreitungen der Mai-Demonstration vom 1. Mai 1987 geplündert und später von dem Serienbrandstifter Armin St. ohne Verbindung zu den Randalierern angezündet. Die Nachricht dieser Ereignisse machte Kreuzberg weltweit bekannt; im US-amerikanischen Magazin The New Yorker vom 25. November 1988 hieß es (unabhängig vom Wahrheitsgehalt): „[…] brannte Kreuzbergs größter Supermarkt“. Heute steht auf dem Grundstück das 2008 eröffnete Maschari-Center mit der Omar-Ibn-Al-Khattab-Moschee.
Nummer 10: Das viergeschossige, im wilhelminisch-klassizistischen Stil gestaltete Wohnhaus, wurde zwischen 1866 und 1873 von Friedrich Wilhelm Krop erbaut und setzte sich zu diesem Zeitpunkt aus Vorderhaus und rechtem Seitenflügel zusammen. Die geräumigen Wohnungen mit je sechs Zimmern hatten einen gehobenen Wohnstandard. 1905 wurde im hinteren Gartenland ein viergeschossiges Fabrikgebäude errichtet und im Hochparterre sowie im Keller entstand das Speiselokal „Wiener Garten“. Über die gesamte Länge des Seitenflügelkellers wurde eine Kegelbahn installiert, die bereits 1912 in ein Kino umgebaut werden sollte. Nach Abriss der Bahn wurde das Vorhaben jedoch eingestellt. 1915 befand sich in diesem Gebäude das „Atelier Gericke für moderne Photographie“, Inhaber C. W. Steiner. Es folgten mehrere Umstrukturierungen und Erweiterungen aufgrund von Miet- und Besitzerwechseln. 1920 wurden die 6-Zimmer-Wohnungen aufgrund der Wohnungsknappheit nach dem Ersten Weltkrieg und der Weltwirtschaftskrise geteilt.
Ab 1929 befand sich in den Gasträumen ein Verkehrslokal der NSDAP sowie ein Sturmlokal der Kreuzberger SA. Vorausgegangen war die Zerstörung des vorherigen Treffpunktes, des Lokals Kock in der Wiener Straße 25 durch Anhänger der KPD. Der Wiener Garten wurde hauptsächlich durch den SA-Sturm 27, zeitweise auch durch die Stürme 25 und 5 als Stützpunkt genutzt. Letzterer wurde vom – von den Nazis zum Märtyrer stilisierten – Sturmführer Horst Wessel angeführt. Das Lokal war dementsprechend Gegenstand heftiger Auseinandersetzungen zwischen verschiedener politischer Gruppierungen, insbesondere zwischen dem Roten Frontkämpferbund und der SA. Das Lokal stand seit 1929 unter Beobachtung der Politischen Polizei. Die Baupolizei sprach im Jahr 1931 ein Nutzungsverbot aus, da die Versammlungsräume der ehemaligen Kegelbahn nicht den Vorschriften entsprachen. Über diesen Umweg wollte man der problematischen Lage Herr werden. Der Gastwirt legte erfolglos Widerspruch ein, letztendlich wurde das Verbot aber nicht durchgesetzt. Ab September 1930 fanden Schulungen der Führerschule Oberster SA-Führer-Ost in den Räumen statt, an der Front zur Straße wehte Tagelang die Hakenkreuzfahne. Als sich die Auseinandersetzungen der politischen Gruppen 1932/1933 zuspitzten, funktionierte man die ehemalige Kegelbahn am 30. Januar 1933 zu einem Folterkeller der SA und später zu einem wilden KZ um. Mit der „Machtergreifung“ der Nazis verlor das Lokal seine Funktion als Sturmlokal und der Wiener Garten wurde unter häufigem Inhaberwechsel zusehends heruntergewirtschaftet.
Zwischen 1943 und 1945 wurden Fabrikgebäude teilweise und die obersten zwei Stockwerke sowie der Seitenflügel durch alliierte Luftangriffe völlig zerstört. 1959 wurden die obersten beiden Stockwerke wiederhergestellt, 1985 wurde der Seitenflügel als Desinfektionsanstalt wiederaufgebaut.
Nummer 11: Die fünfgeschossige Mietskaserne wurde vom selben Eigner wie die Nummer 10, Friedrich Wilhelm Krop, erbaut und bereits 1976 wieder verkauft. Die Wohnungen waren allerdings kleiner und von geringerer Wohnqualität.
Nummer 12: Das wie die Nummern 10 und 11 von Krop erbaute Haus besteht aus Kleinwohnungen im Vorderhaus sowie Gewerbegebäuden in den zwei Hinterhöfen. Die Bauakte im Bezirksamt Kreuzberg von 1979 vermerkt, dass es „seit einiger Zeit“ im rechten Seitenflügel in der zweiten Etage eine Moschee gibt, die Ulu-Camii („Große Moschee“). Im Jahr 1980 nahm die Moschee mehrere Etagen ein. Die Türkische Gemeinschaft in Berlin („Berlin Turk Ocağı“) führte im Jahr 1980 Umbauten aus und bot nunmehr eine Koranschule, Gottesdienste und Frauentreffen an. Sie unterhielt neben der Ulu-Camii zusätzlich Waschräume, ein Büro für den Hodscha, ein von Männern besuchtes Café sowie Versammlungsräume im Haus.
Später richtete die Türkisch-Islamische Union der Anstalt für Religion (DİTİB) eine zweite Moschee, die Merkez-Camii („Zentralmoschee“) mit Koranschule und weiteren Räumen ein. Der DİTİB ist nunmehr auch Besitzer des Gebäudes.
Nummer 18: Dort befindet sich das ehemalige Leihhaus des Görlitzer Bahnhofs, das heute unter Denkmalschutz steht.
Nummer 25: Im Jahr 1925 wurde in der Wiener Straße 25 in der Kneipe Kock die Berliner NSDAP nach der Verbotszeit wiederbegründet.

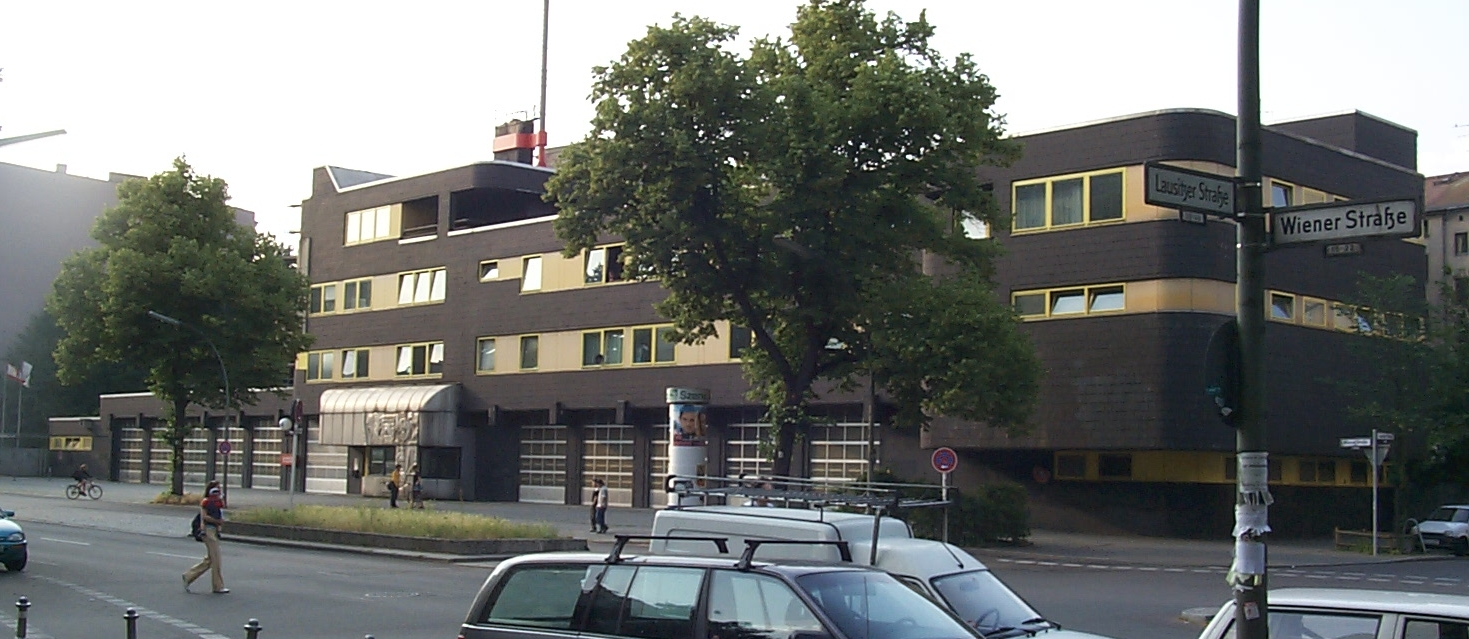
Feuerwache Berlin-Kreuzberg, 2001

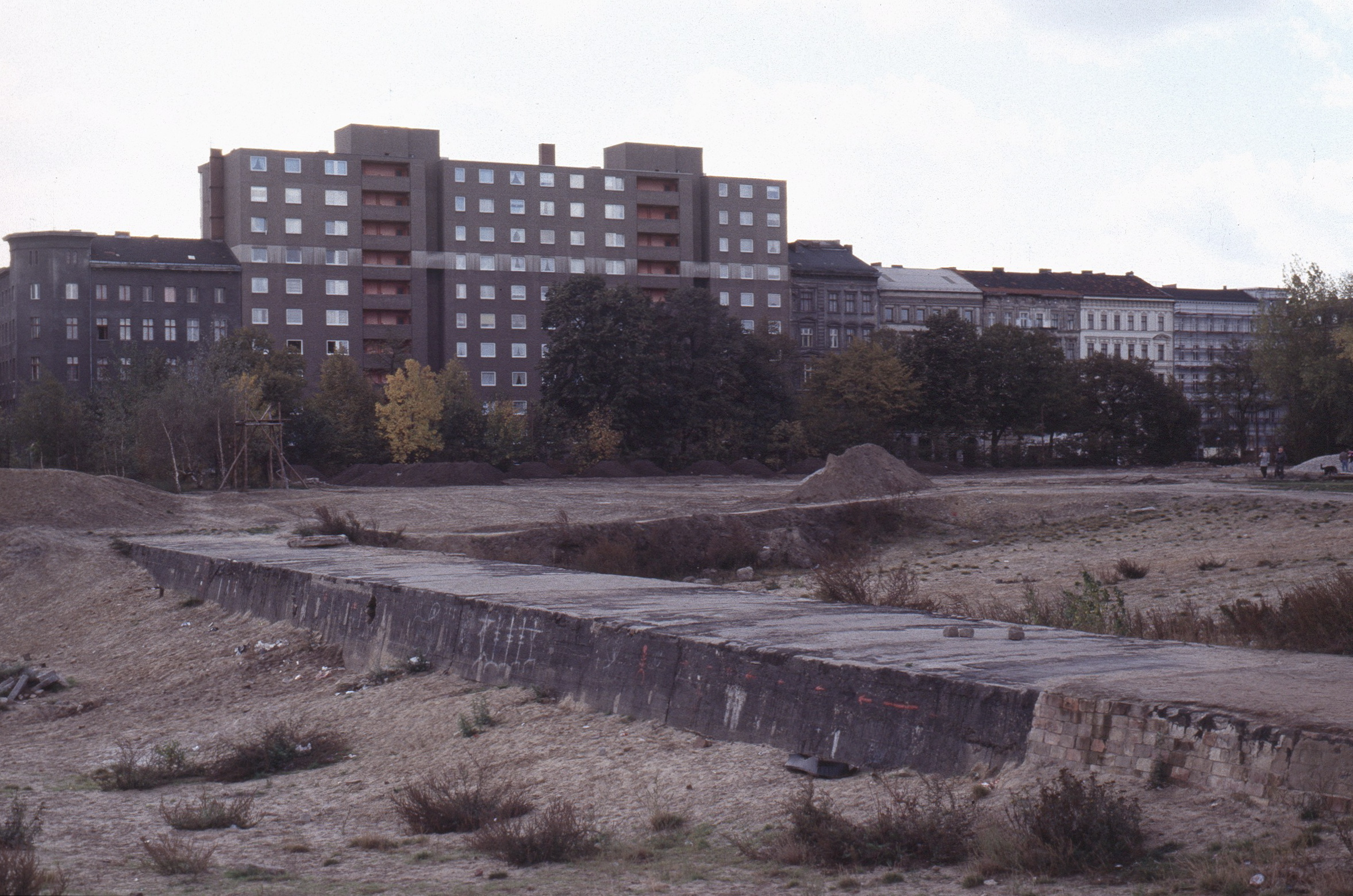
Freigelegte Decke des Fußgängertunnels „Harnröhre“, Blick zur Wiener Straße, 1989

Nummer 33a: Das Eckhaus beherbergte mindestens ab 1907 einen Teil des Postamts für den Zustellbezirk Berlin SO 36, da die Räumlichkeiten im Görlitzer Bahnhof (Nummer 59i) nicht mehr ausreichten. 1927 zogen die dem Bahnhof ausgelagerten Bereiche in das größere – aus Backstein erbaute – Postamt in der Skalitzer Straße. Mit Abriss des Bahnhofes übernahm das neue Postamt den kompletten Bezirk.
Nummer 64: Von 1910 bis 1940 bestand hier ein Kaufhaus der Gebrüder Leyser, das bei den Novemberpogromen 1938 gestürmt und geplündert wurde. Nach Zerstörung des Gebäudes wurde hier ab November 1973 die Feuerwache Kreuzberg errichtet, drei Jahre später ging sie in Betrieb.
Darüber hinaus sind verschiedene Mietshäuser unter Denkmalschutz gestellt: die 1874 und 1876 von W. Wagner errichteten Häuser Nummer 8/9, die Häuser Nummer 12/13 (errichtet von W. Schroeder) sowie das 1887 von M. Koch gebaute Mietshaus Nummer 69.
Weiterhin liegen hier der Görlitzer Park und das Bad am Spreewaldplatz in der Nummer 59h, in dessen Eingangsbereich eine Gedenktafel für 295 Menschen steht, die am 21. August 1947 aus dem Exil in Shanghai nach Berlin zurückkehrten.
In Höhe der Liegnitzer Straße verband ein schmaler Fußgängertunnel, der mit einer Länge von rund 190 Metern das Bahnhofsgelände unterquerte, das Quartier mit dem Schlesischen Viertel an der Görlitzer Straße. Aufgrund des dort herrschenden penetranten Geruchs wurde er auch „Harnröhre“ genannt.

## Sonstiges
In der Straße liegt die fiktive, vom schwäbischen Wirt Erwin Kächele betriebene Kneipe „Einfall“, in der Frank, die Hauptfigur des Romans Herr Lehmann von Sven Regener, als Bedienung arbeitet. Auf die Wiener Straße direkt bezieht sich der Titel von Regeners Roman Wiener Straße von 2017, ebenfalls mit Herrn Lehmann. Auch in weiteren Romanen Regeners kommt die Straße vor.

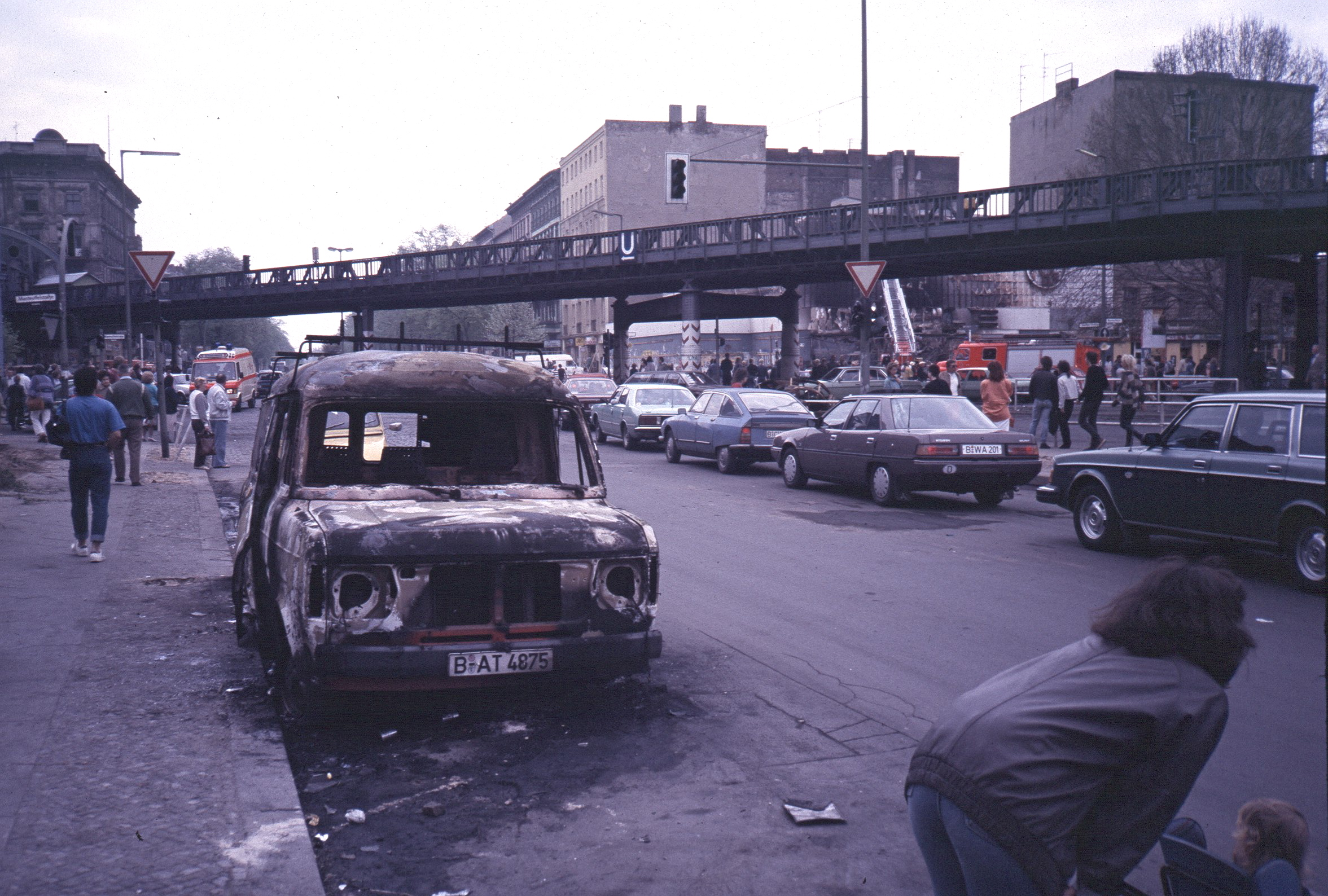
Abgebrannter Bolle-Supermarkt von der Oranienstraße aus gesehen
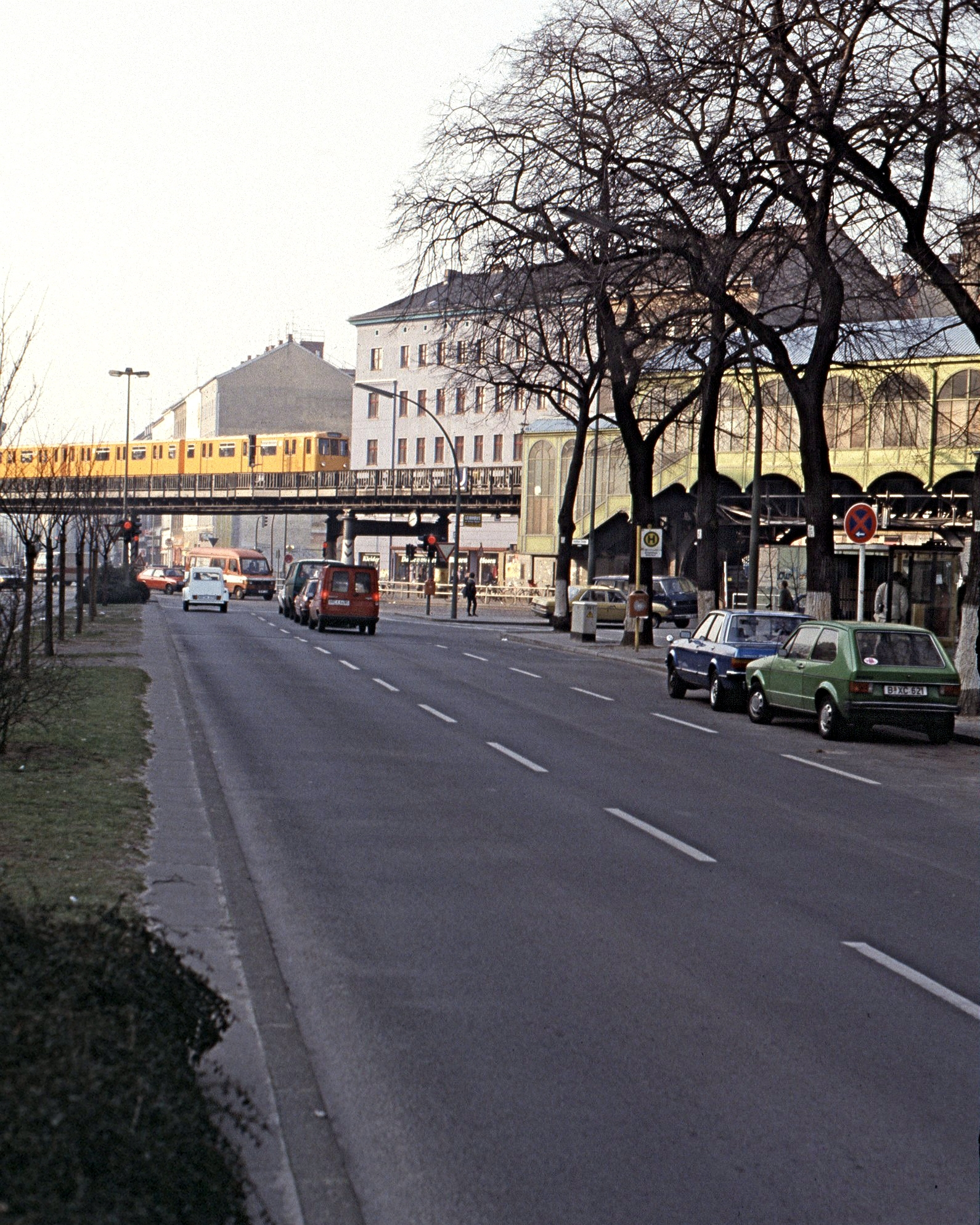
Nördliches Ende der Wiener Straße
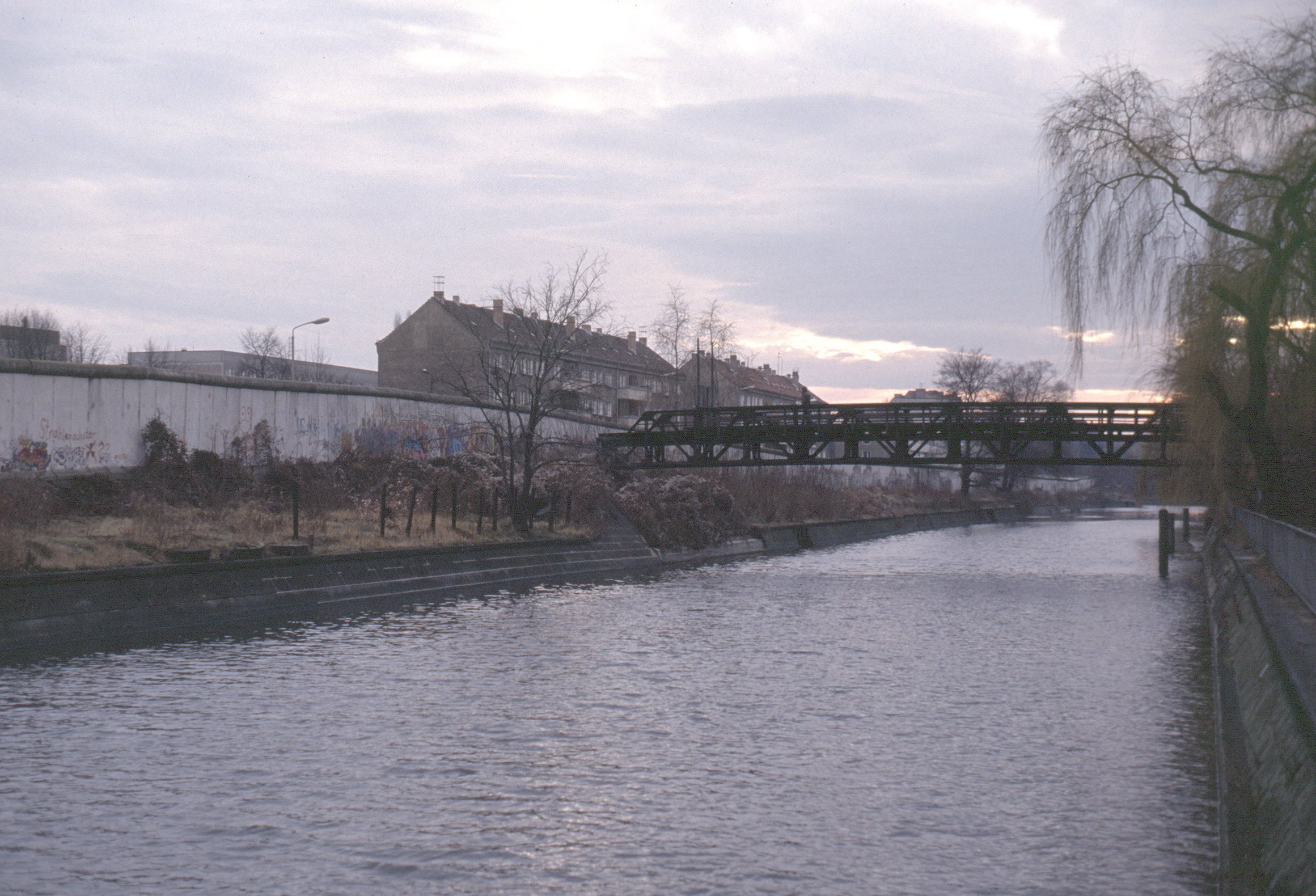
Fußgängersteg an der Stelle der ehemaligen Wiener Brücke über den Landwehrkanal
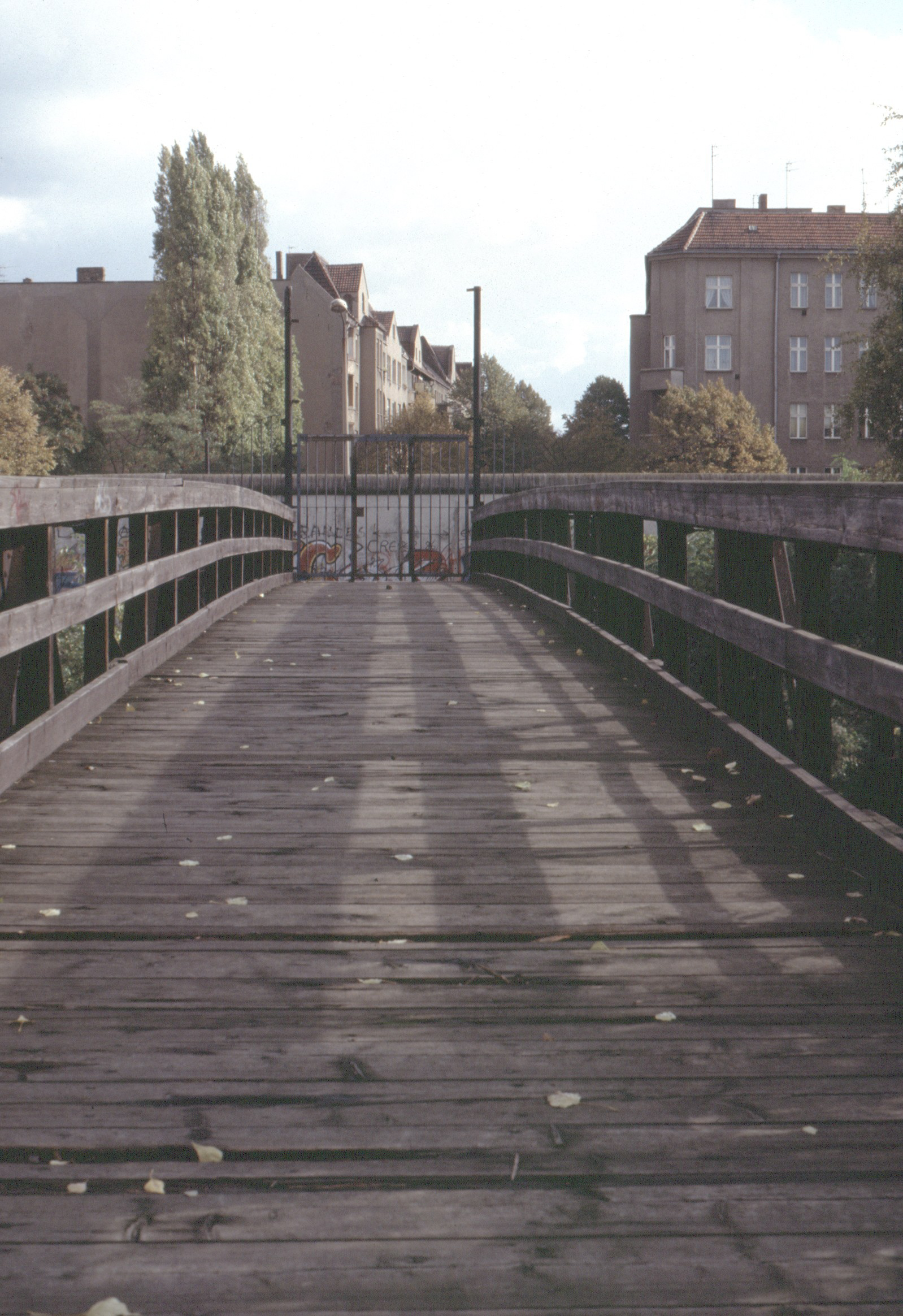
Fußgängersteg Wiener Brücke, 1989
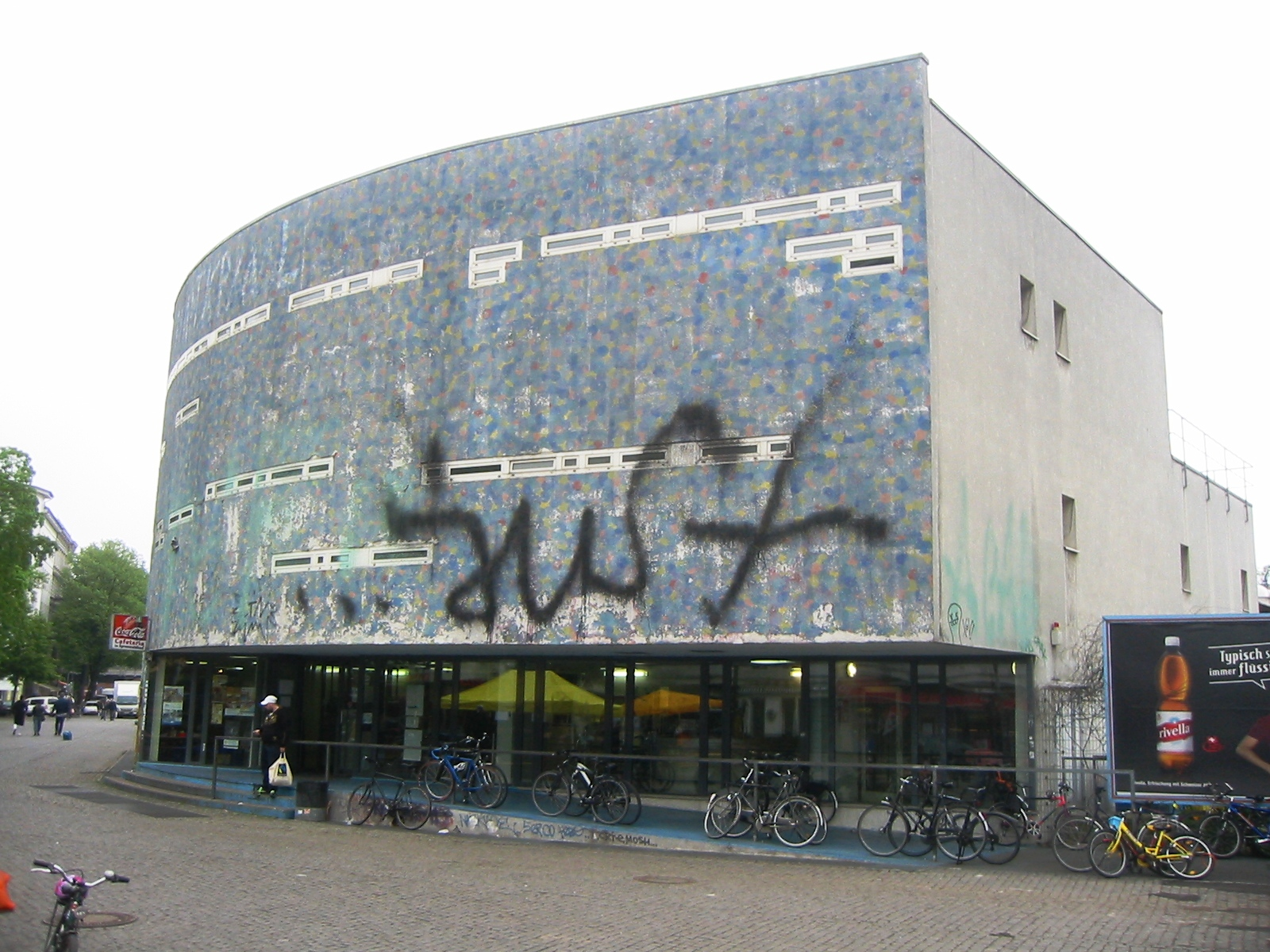
Bad am Spreewaldplatz, 2012